# Subdivisions de Bachkirie

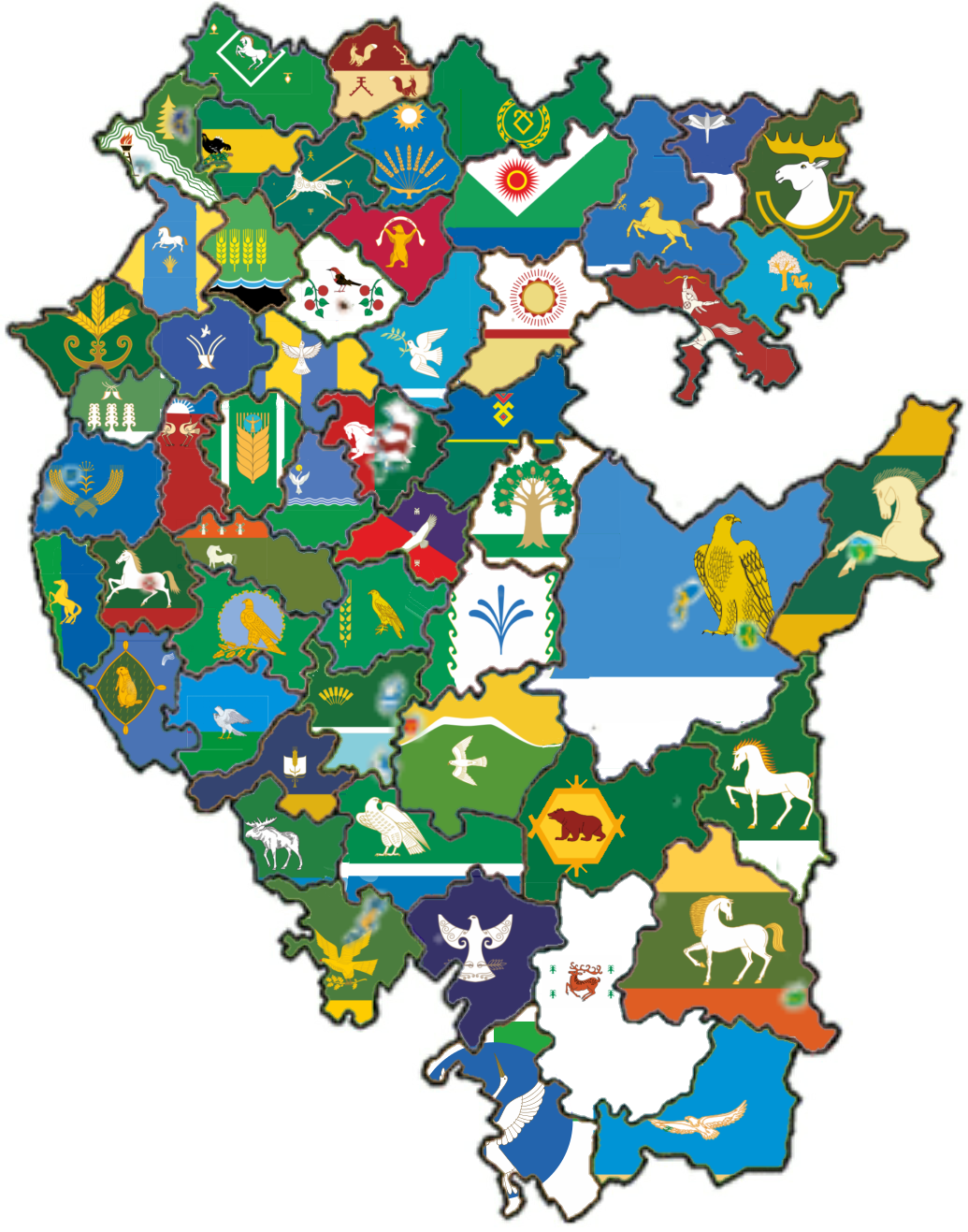
Carte des districts de Bachkirie

La République de Bachkirie est divisée en 54 raïons et compte 21 villes.

## Raïons
1. Raïon Abzelilovski
2. Raïon Alcheïevski
3. Raïon Aourgazinski
4. Raïon Arkhanguelski
5. Raïon Askinski
6. Raïon Baïmakski
7. Raïon Bakalinski
8. Raïon Baltatchevski
9. Raïon Belebeïevski
10. Raïon Belokataïski
11. Raïon Beloretski
12. Raïon Bijbouliakski
13. Raïon Birski
14. Raïon Blagovarski
15. Raïon Blagovechtchenski
16. Raïon Bouraevski
17. Raïon Bourzianski
18. Raïon Bouzdiakski
19. Raïon Charanski
20. Raïon Davlekhanovski
21. Raïon Diourtioulinski
22. Raïon Douvanski
23. Raïon Ermekeïevski
24. Raïon Fëdorovski
25. Raïon Gafouriski
26. Raïon Ianaoulski
27. Raïon Ichimbaïski
28. Raïon Iglinski
29. Raïon Ilichevski
30. Raïon Kaltasinski
31. Raïon Karaïdelski
32. Raïon Karmaskalinski
33. Raïon Khaïboullinski
34. Raïon Kiguinski
35. Raïon Kouchnavenkovski
36. Raïon Kougartchinski
37. Raïon Kouïourgazinski
38. Raïon Krasnokamski
39. Raïon Meleouzovski
40. Raïon Metchelinski
41. Raïon Miiakhinski
42. Raïon Michkinski
43. Raïon Nourimanovski
44. Raïon Oufimski
45. Raïon Outchalinski
46. Raïon Savalatski
47. Raïon Sterlibachevski
48. Raïon Sterlitamakski
49. Raïon Tatychlinski
50. Raïon Tchekmagouchevski
51. Raïon Tchichminski
52. Raïon Touïmazinski
53. Raïon Ziantchourinski
54. Raïon Zilaïrski

## Villes
1. Aguidel
2. Baïmak
3. Belebeï
4. Beloretsk
5. Birsk
6. Blagovechtchensk
7. Davlekanovo
8. Diourtiouli
9. Ianaoul
10. Ichimbaï
11. Koumertaou
12. Mejgorié
13. Meleouz
14. Neftekamsk
15. Oktiabrski
16. Oufa
17. Outchaly
18. Salavat
19. Sterlitamak
20. Sibaï
21. Touïmazy